# Rotonda Garfield

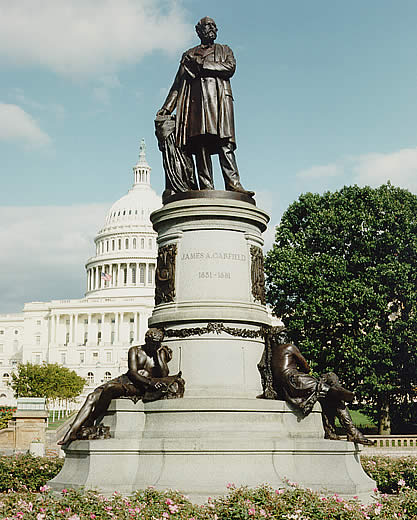
Monumento al presidente Garfield en el centro de la rotonda que lleva su nombre.

La rotonda Garfield (en inglés: Garfield Circle) es una rotonda ubicada en la intersección de Maryland Avenue y First Street, al suroeste de Washington D. C. La rotonda se localiza adyacente al Capitol Reflection Pool, el edificio de los boletos de visita del Capitolio, y el Jardín Botánico de los Estados Unidos.
- Datos: Q5523058